# Victoria Lorini
Victoria Lorini (* 21. März 1969 in Frankfurt am Main) ist eine deutsche Übersetzerin.

## Leben und Werk
Victoria Lorini studierte Kunstgeschichte, Romanistik und klassische Archäologie in Frankfurt am Main sowie Etruskologie in Florenz. Seit 1997 erarbeitet sie mit den Herausgebern der Edition unter der Leitung von Alessandro Nova die neue deutsche Übersetzung der Vite Giorgio Vasaris, die im Wagenbach-Verlag erschienen ist. Sie ist außerdem als freie Übersetzerin wissenschaftlicher und literarischer Werke aus dem Englischen und vorwiegend aus dem Italienischen tätig. Sie lebt in Rom.
2017 erhielt sie den Deutsch-Italienischen Übersetzerpreis für die Übersetzung der Vite von Giorgio Vasari und nahm am 37. Erlanger Poetenfest teil. 2020 war Lorini Teilnehmerin am 21. Poesiefestival Berlin, 2021 bei der von Theresia Prammer organisierten dreitägigen Lectura Dantis im KINDL/Berlin.

## Übersetzungen
- Die Anfänge der Maniera Moderna: Giorgio Vasaris Viten. Proemio, Leonardo, Giorgione, Correggio. Olms, Hildesheim / Zürich / New York 2001, ISBN 3-487-11368-6. (Übersetzt von Victoria Lorini und Sabine Feser.)

- Übersetzung eines Großteils der Edition Giorgio Vasari (Hrsg.: Alessandro Nova u. a., Verlag Klaus Wagenbach, Berlin 2004–2015) in 45 Bänden. Auswahl:
  - Giorgio Vasari. Kunstgeschichte und Kunsttheorie – Eine Einführung in die Lebensbeschreibungen berühmter Künstler. Einleitung und Kommentar von Matteo Burioni und Sabine Feser. Berlin 2004, ISBN 3-8031-5020-5.
  - Giorgio Vasari. Das Leben des Raffael. Einleitung und Kommentar von Hana Gründler. Berlin 2004, ISBN 3-8031-5022-1. (Übersetzt von Hana Gründler und Victoria Lorini.)
  - Giorgio Vasari. Mein Leben. Einleitung und Kommentar von Sabine Feser. Berlin 2005, ISBN 3-8031-5026-4.
  - Giorgio Vasari. Das Leben des Leonardo da Vinci. Einleitung und Kommentar von Sabine Feser. Berlin 2006, ISBN 3-8031-5030-2.
  - Giorgio Vasari. Einführung in die Künste der Architektur, Bildhauerei und Malerei. Einleitung und Kommentar von Matteo Burioni. Berlin 2006, ISBN 3-8031-5032-9.
  - Giorgio Vasari. Die Leben der Bildhauer des Cinquecento. Einleitung und Kommentar von Sabine Feser, Christina Irlenbusch, Katja Lemelsen, Daniel Mädler und Martina Minning. Berlin 2007, ISBN 978-3-8031-5034-9. (Viten von Sansovino, Torrigiani, Properzia und Rusticci übersetzt von Victoria Lorini.)
  - Giorgio Vasari. Das Leben des Bramante und des Peruzzi. Einleitung und Kommentar von Sabine Feser. Berlin 2007, ISBN 978-3-8031-5034-9.
  - Giorgio Vasari. Das Leben des Francesco Salviati und des Cristofano Gherardi. Einleitung und Kommentar von S. Feser. Berlin 2008.
  - Giorgio Vasari. Das Leben des Michelangelo. Einleitung und Kommentar von C. Gabbert. Berlin 2009.
  - Giorgio Vasari. Das Leben des Sandro Botticelli, Filippino Lippi, Cosimo Rosselli und Alesso Baldovinetti. Einleitung und Kommentar von D. Dombrowski, M. Hoff und A. Zeller. Berlin 2010.
  - Giorgio Vasari. Das Leben der Bellini und des Mantegna. Einleitung und Kommentar von R. Müller. Berlin 2010.
  - Giorgio Vasari. Das Leben des Masolino, des Masaccio, des Gentile da Fabriano und des Pisanello. Einleitung und Kommentar von C. Posselt. Berlin 2011.
  - Giorgio Vasari. Das Leben des Brunelleschi und des Alberti. Einleitung und Kommentar von M. Burioni. Berlin 2012.
  - Giorgio Vasari. Das Leben des Donatello und des Michelozzo. Einleitung und Kommentar von U. Pfisterer. Berlin 2013.
  - Giorgio Vasari. Die Leben der Sieneser Maler. Einleitung und Kommentar von W. Loseries. Berlin 2013.
  - Giorgio Vasari. Das Leben des Domenico Ghirlandaio und des Gherardo di Giovanni. Einleitung und Kommentar von A. Hojer. Berlin 2014.
  - Giorgio Vasari. Die Leben der Bildhauer und Architekten des Duecento und des Trecento. Einleitung und Kommentar von H. Haug und S. Feser. Berlin 2014.
  - Giorgio Vasari. Das Leben des Taddeo Gaddi, Agnolo Gaddi, Buffalmacco, Orcagna, Spinello Aretino und Lorenzo Monaco. Einleitung und Kommentar von W. D. Löhr und J. Tripps. Berlin 2015.
  - Giorgio Vasari. Das Leben des Cimabue, des Giotto und des Pietro Cavallini. Einleitung und Kommentar von F. Jonietz und A. Magnago Lampugnani. Berlin 2015.

- Guido Beltramini: Palladio. Lebensspuren. Berlin 2009.
- Carlo Ginzburg: Faden und Fährten. wahr falsch fiktiv. Berlin 2013.
- Pier Giorgio Massaretti: Städtebauliche Visionen des Totalitarismus: Italien. In: Das Phänomen Großstadt und die Entstehung der Stadt der Moderne. Anthologie zum Städtebau. Band II, hrsg. von Vittorio Magnago Lampugnani, Katja Frey und Eliana Perotti. Berlin 2014.
- Alessandro Nova: Folegno und Romanino. Die Questione della lingua und ihre exzentrischen Positionen. In: Bild / Sprachen. Kunst und visuelle Kultur in der italienischen Renaissance. Berlin 2014.
- Salvatore Settis: Wenn Venedig stirbt. Streitschrift gegen den Ausverkauf der Städte. Berlin 2015.
- Berthold Hub: Filarete. Der Architekt der Renaissance als Demiurg und Pädagoge. Wien 2020 (Auswahlübersetzung).
- Massimo Montanari: Spaghetti al pomodoro. Kurze Geschichte eines Mythos. Berlin 2020.
- Franco Cardini/Antonio Musarra: Die große Geschichte der Kreuzzüge. Von den Soldaten Christi bis zum Dschihad. Darmstadt 2022. (Übersetzt mit Rita Seuß)
- Leon Battista Alberti, Über die Seelenruhe. Vom Vermeiden des Leidens in drei Büchern. Herausgegeben, eingeleitet und kommentiert von Hana Gründler mit Katharine Stahlbuhk und Giulia Baldelli. Berlin 2022.